# Podział administracyjny Guamu

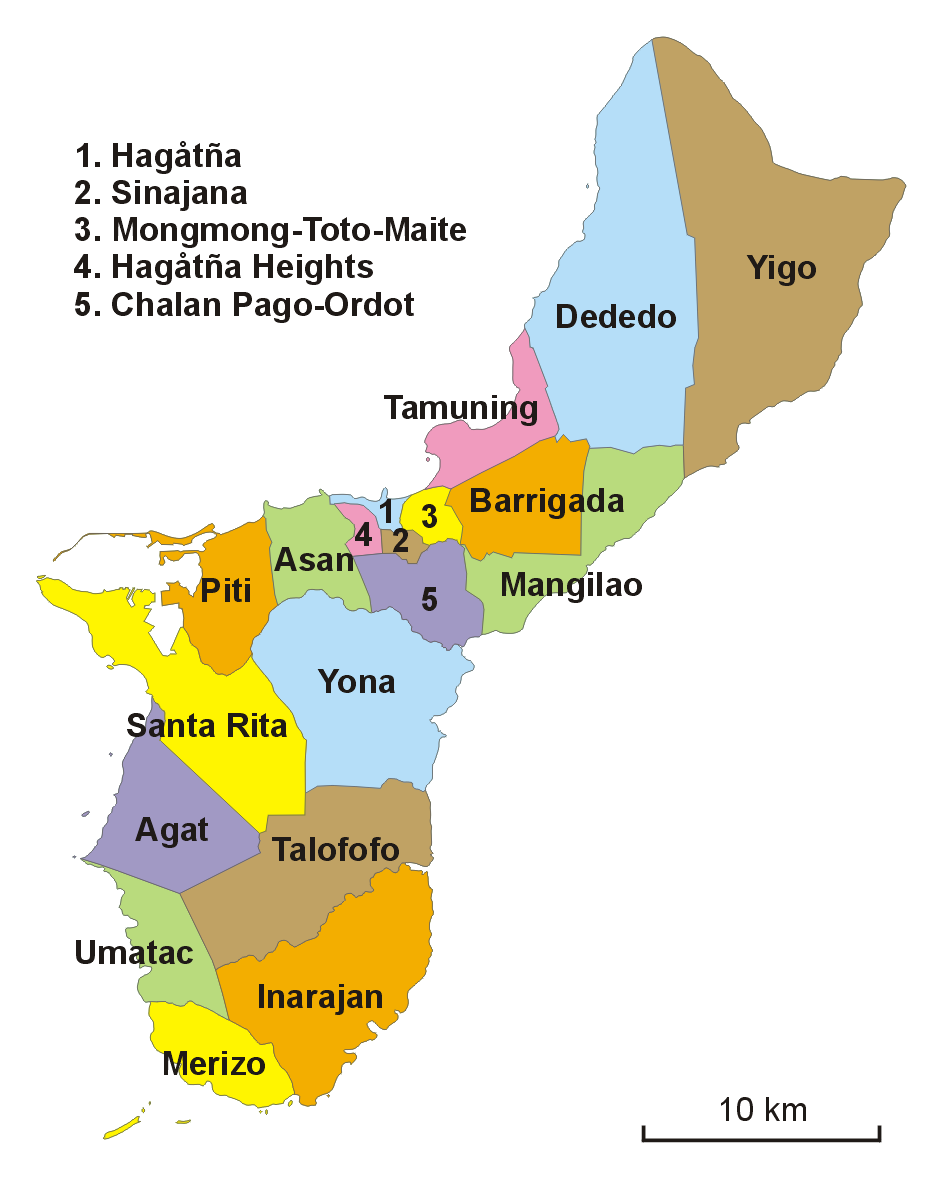
Podział administracyjny Guamu

Guam dzieli się na 19 okręgów:
1. Agana Heights
2. Agat
3. Asan
4. Barrigada
5. Chalan Pago-Ordot
6. Dededo
7. Hagåtña
8. Inarajan
9. Mangilao
10. Merizo
11. Mongmong-Toto-Maite
12. Piti
13. Santa Rita
14. Sinajana
15. Talofofo
16. Tamuning
17. Umatac
18. Yigo
19. Yona